# Nyest
A nyest (Martes foina) az emlősök (Mammalia) osztályának ragadozók (Carnivora) rendjébe, ezen belül a menyétfélék (Mustelidae) családjába és a rozsomákformák (Guloninae) alcsaládjába tartozó faj.
Az állat a Martes nem típusfaja.

## Előfordulása
Eurázsiai kisragadozó. Elterjedési területe Spanyolországtól Közép- és Dél-Európán át, Közép-Ázsiáig, Mongóliáig és a Himalája vidékéig tart.
Európában a Földközi-tengeri szigetek java részéről hiányzik.

## Alfajai
- Martes foina foina
- Martes foina bosniaca
- Martes foina bunites
- Martes foina kozlovi
- Martes foina intermedia
- Martes foina mediterranea
- Martes foina milleri
- Martes foina nehringi
- Martes foina rosanowi
- Martes foina syriaca
- Martes foina toufoeus

## Megjelenése
Testhossza 40–54 cm, farokhossza 22–30 cm, testtömege 1,1–2,3 kg. Karcsú testalkata és viszonylag rövid lábai vannak. Szőrzete barnás színű. Jellegzetessége a nagy fehér mellfolt, mely egyben a legfőbb megkülönböztető jegye a nyuszttól, amelynek mellfoltja narancssárgás színű.
Orra világos színű, talppárnái szőrtelenek.

## Életmódja
A sziklás, nyíltabb területeket kedveli. A magashegységekben is megtalálható, a nyári hónapokban akár 4000 méter magasságig is felhúzódik. Gyakran megjelenik a városokban, sőt megtelepedhet az épületekben is. Ügyesen mászik, de ritkán megy fel magas fákra. Főleg szürkületkor és éjszaka mozog. Hatékony vadász, tápláléka gerinctelenekből, rágcsálókból, madarakból, tojásokból áll, de szereti a gyümölcsöt is. Imádja a tojást, annak tartalmát kiszívja, csak az üres héjat hagyja hátra. A másnapos hányadék felevése se jelent neki gondot. Esetenként háziállatokat is megtámad.

## Szaporodása
Magányosan él, csak a nyár közepén esedékes párzási időszakban tartanak együtt. A hímek területe annak adottságaitól függően 12–211 hektár közötti méretű, nyáron a legnagyobb. A hímek territóriuma több nőstényével is átfedő. Bár éjszakai állat, a párzási időszakban nappal is láthatók. Mivel a megtermékenyült peték késleltetetten ágyazódnak be az anyaméhbe, az ellés nem következik be a következő tavasz előtt. A vemhesség teljes ideje 230–275 nap, míg a valódi terhesség mindössze egy hónap. Az alom általában 3-4 vak, szőrtelen kölyökből áll, de esetenként 8 is előfordulhat. A kölykök két hónapos korukban már elkezdenek vadászni tanulni, majd 15–27 hónapos korukban válnak ivaréretté. A természetes körülmények között 3 év a várható átlagos élettartamuk, vadon maximum 10 évig élnek, fogságban 18 év a csúcs.

## A nyest és a nyuszt
A nyest és a nyuszt (Martes martes) nagyon hasonlítanak egymásra. Megfigyelések szerint, ahol egy területen mindkét faj él, ott kerülik egymást: míg a nyuszt jobbára nappal és alkonyatkor, addig a nyest éjszaka vadászik; a nyuszt kerüli a településeket, a nyest viszont nem; a nyuszt ügyesen mászik a fára, a nyest inkább földközelben tartózkodik.

## Nyest mint fizetőeszköz
A középkori Horvátország egyes területein a nyestbőr volt az adózás fizetőeszköze. Ezért fut Szlavónia címerében a középkor óta nyest, és ennek okán 1994–2022 között Horvátország hivatalos fizetőeszköze a kuna, vagyis 'nyest' volt.

## Városi nyestek
Életterük beszűkülésével a nyestek is a rókákhoz hasonlóan a városok, települések peremére vagy magába a településbe szorultak. Természetes élőhelye helyett beköltözik a padlásokra, megtalál minden lyukat, üreget. A kutyákat elkerülik, de szívesen beköltöznek az autók motorházteteje alá, megrágcsálják az autógumikat és összekarmolnak mindent. A védekezés meglehetősen nehéz ellenük, mert territoriális állatok és ha megszoknak egy helyet, onnan nehéz őket kiűzni. Különféle praktikákat használnak ellenük, de a legeredményesebbnek az élve befogást tartják.
Ha megelégszünk az elriasztásukkal, akkor egy-két zacskónyi kutyaszőrrel hamar költözésre bírhatjuk őket, mivel a kutyákat (és a szagukat) mint ellenséget kerülik.

## Képgaléria
|  |  |  |  |